# Вильд, Генрих
Генрих Вильд (15 ноября 1877 – 26 декабрь 1951) - швейцарский изобретатель, конструктор и основатель компании Вильд Хеербругг, выпускавшей оптические приборы, такие как, например, микроскопы, оборудование для фотограмметрии и прочее.

## Биография
В возрасте 15 лет он стал подмастерьем инженера Леглера в Гларусе (инженер-гидротехник, работавший на реке Линт). Вильд приобрёл небольшой теодолит, после чего самостоятельно произвёл дополнительные исследования течения реки Линт. Позже он поступил в Школу геометрии в г. Винтертур, а уже в 1899 году стал стажёром в Федеральном Топографическом бюро Швейцарии в Берне. Неудачные опыты по тригонометрической съёмке в условиях высокогорья, проведённые при помощи обычного теодолита, натолкнули Вильда в 1905 году на мысль о создании нового теодолита с вращающимся кругом.
В 1907 году Вильд уволился из топографического бюро и переехал в г. Йена в Германии и устроился в компанию Карл Цайсс, где создал новый отдел, занимавшийся разработкой геодезического оборудования, начав с проектирования нивелировочного инструмента. Вскоре он создал новый теодолит модели Th I.
В 1921 году Вильд вернулся в Швейцарию и основал там с доктором Р. Гельбрингом и политиком Якобом Шмидхейни компанию Heinrich Wild, Werkstätte für Feinmechanik und Optik (позже известную под такими названиями, как Wild Heerbrugg, Leica Geosystems, Leica Microsystems, Leica Camera).
В это же самое время он разрабатывает универсальный теодолит Вильда T2, прецизионный теодолит Вильда T3, а также стереоавтограф Вильда A1 для интерпретации аэрофотоснимков, а также многие другие инструменты, применяемые в геодезии.
Подобно остальным изобретателям, занявшимся коммерческой деятельностью, Вильда мало интересовало финансовое положение его компании. Это в конце концов привело к тому, что в 1932 году Вильд покинул компанию, которую сам же основал, для того, чтобы иметь возможность заниматься собственными разработками и исследованиями. Он продолжал заниматься конструкторской деятельностью вплоть до самой смерти в 1951 году. Среди его разработок были такие образцы, как DK1, DKM1, DM2, DKM2 и DKM3 для компании Kern & Co, Aarau, а также многие другие.